# Zofia Wierchowicz

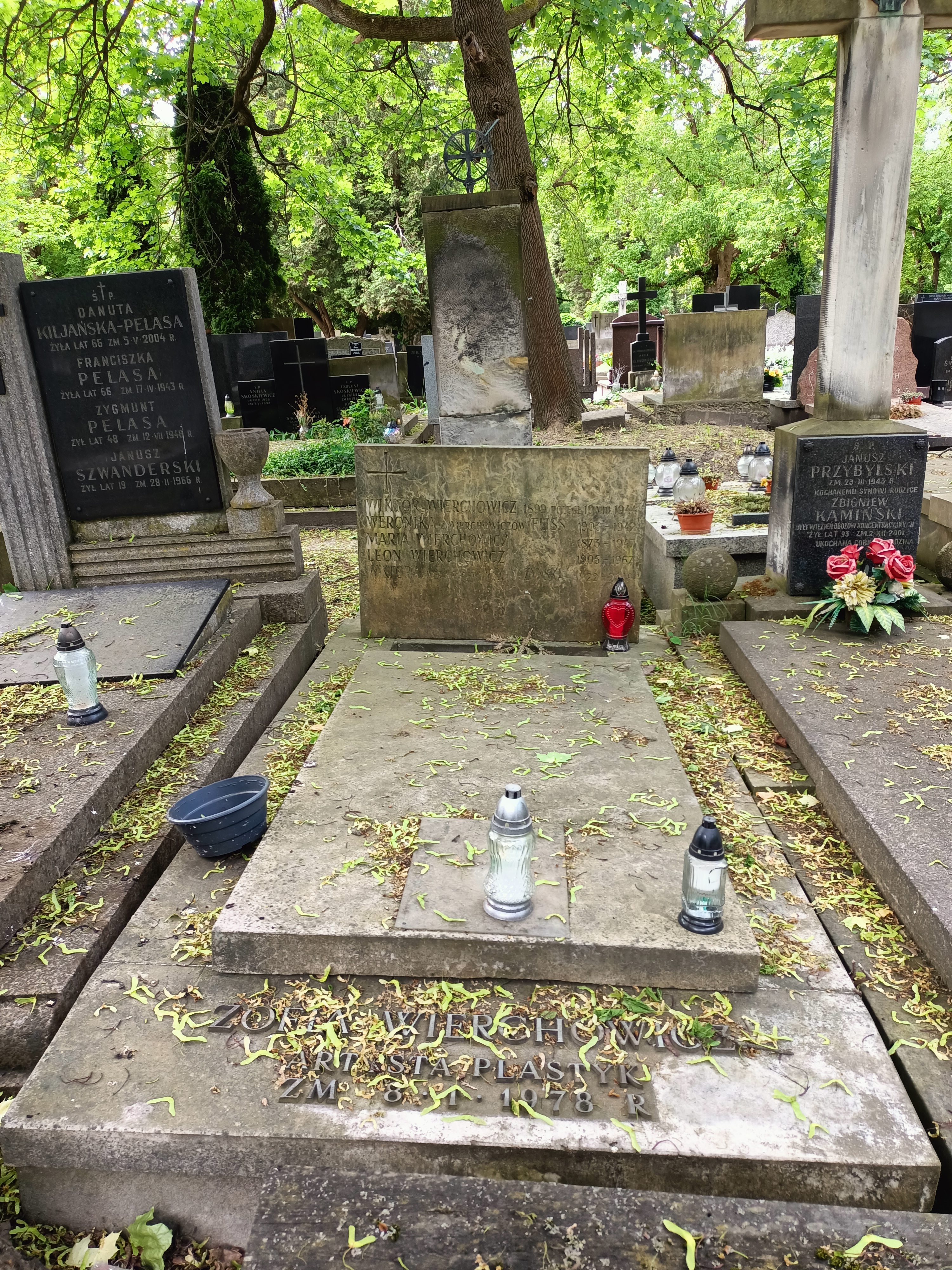
Nagrobek Zofii Wierchowicz na cmentarzu Powązkowskim w Warszawie

Zofia Wierchowicz, zam. Sadowska (ur. 30 grudnia 1924 w Dęblinie, zm. 8 stycznia 1978 w Warszawie) – polska scenografka i reżyserka teatralna.

## Życiorys
Była córką technika budowlanego Wiktora Wierchowicza i aktorki Heleny Dawydow. Uczęszczała do warszawskiego gimnazjum żeńskiego Julii Statkowskiej. Podczas II wojny światowej należała do Szarych Szeregów, maturę zdała w 1943 roku na tajnych kompletach. Ukończyła dwuletnią szkołę kroju i szycia, uczyła się też malarstwa i grafiki. W latach 1944–1945 pracowała jako pielęgniarka i świetlicowa. W latach 1946–1951 studiował w Wyższej Szkole Sztuk Plastycznych w Warszawie. Pierwsze projekty kostiumów wykonywała dla teatrów Dzieci Warszawy, Kameralnego i Ateneum. Od 1951 roku wykładała historię kostiumu w szkole dla reżyserów teatrów ochotniczych. W latach 1952–1954 była asystentem scenografa w Teatrze Ludowym w Warszawie. W 1954 roku uzyskała dyplom na Wydziale Scenografii Akademii Sztuk Pięknych w Warszawie, jej przedstawieniem dyplomowym był Syn marnotrawny Woltera w przekładzie Stanisława Trembeckiego. 
Od 1954 do 1957 roku była scenografem w Teatrze im. Stefana Jaracza w Olsztynie, a od 1957 do 1963 roku w Teatrze Powszechnym w Warszawie. W 1961 roku uczestniczyła w Biennale Młodych w Paryżu, zdobywając wyróżnienie. W kolejnych latach pracowała jako scenograf w Koszalinie, Bydgoszczy, Poznaniu i Warszawie. W latach 1965–1969 działała w Państwowych Teatrach Dramatycznych w Szczecinie, gdzie zrealizowała scenografie m.in. do Kochanków z Werony Jarosława Iwaszkiewicza, Dzieci słońca Maksima Gorkiego, Lata Tadeusza Rittnera, Don Juana Moliera. Wspólnie z Janem Maciejowskim zrealizowała także inscenizacje sztuk Williama Szekspira, za które w 1967 i 1968 roku otrzymała nagrody na Festiwalu Teatrów Polskich w Toruniu. Od 1967 do 1970 roku była scenografem Teatru im. Stanisława Moniuszki w Poznaniu. Była autorką inscenizacji do przedstawień operowych, m.in. Tannhäusera, Tristana i Izoldy, Damy pikowej i Chowańszczyzny. W latach 1970–1972 współpracowała z Teatrem im. Wojciecha Bogusławskiego w Kaliszu. Od 1963 roku projektowała kostiumy dla Sceny Kameralnej Filharmonii Narodowej.
Zajmowała się również reżyserią oraz scenografią filmową i telewizyjną. Uprawiała też malarstwo i grafikę. Współpracowała z teatrami w Jugosławii, ZSRR i Czechosłowacji. Za kostiumy szekspirowskie otrzymała nagrody na Triennale Scenografii w Nowym Sadzie (1969) i Quadriennale w Pradze (1971).
Jej mężem był scenograf Andrzej Sadowski.